# Amrita Pritam
Amrita Pritam (in gurmukhi: ਅੰਮ੍ਰਿਤਾ ਪ੍ਰੀਤਮ; Gujranwala, 31 agosto 1919 – Delhi, 3 ottobre 2005) è stata una scrittrice indiana con cittadinanza pakistana, è considerata la prima donna importante nella letteratura punjabi.

## Biografia
Dopo l'era coloniale britannica e la proclamazione dell'indipendenza, si stabilì in India nel 1947. In una carriera durata più di sessant'anni, ha prodotto oltre 100 libri tra poesia, narrativa, scritti autobiografici, saggi, una raccolta di canzoni popolari del Punjabi e un'autobiografia. I suoi scritti sono stati tradotti in diverse lingue indiane e straniere.
È ricordata soprattutto per il poema Ajj aakhaan Waris Shah nu ("Ode to Waris Shah" - Oggi invoco Waris Shah), un'elegia al poeta punjabi del XVIII secolo, espressione della sua angoscia per i massacri durante la spartizione dell'India. Come autrice di romanzi, il suo lavoro più noto è Pinjar ("The Skeleton" - Lo scheletro) (1950), in cui ha creato il suo personaggio più famoso, Puro, una epitome esemplare di violenza contro le donne, perdita di umanità con conseguente resa finale al destino esistenziale; nel 2003 dal romanzo è stato tratto un film, Pinjar.
Nel 1947, quando l'India, ex-colonia britannica, viene divisa in stati indipendenti, tra India e Pakistan, emigra da Lahore in India, rimanendo però molto nota in Pakistan per tutta la sua vita, a differenza di altri suoi contemporanei come Mohan Singh e Shiv Kumar Batalvi.

## Riconoscimenti
- Conosciuta come la voce femminile più importante nella letteratura punjabi, nel 1956 è la prima donna a vincere il Sahitya Akademi Award per il suo magnum opus, il poema Sunehade (Messaggi).
- Nel 1981 riceve il Premio Jnanpith, uno dei più alti riconoscimenti letterari in India, per Kagaz Te Canvas (The Paper and the Canvas).
- Nel 1969 riceve il premio Padma Shri e, nel 2004, il Padma Vibhushan, il secondo più alto riconoscimento civile in India.
- Sempre nel 2004 viene insignita del massimo riconoscimento letterario indiano per il raggiungimento di altissimi livelli letterari, la nomina a fellow della Sahitya Akademi, cioè a membro dell'Accademia nazionale indiana delle Lettere.

## Opere
Nella sua carriera, oltre sessant'anni, ha scritto 28 romanzi, 18 antologie di prosa, cinque racconti e 16 volumi di prosa varia.
Romanzi
- Pinjar
- Doctor Dev
- Kore Kagaz, Unchas Din
- Dharti, Sagar aur Seepian
- Rang ka Patta
- Dilli ki Galiyan
- Terahwan Suraj
- Yaatri
- Jilavatan (1968)
- Hardatt Ka Zindaginam

Scritti autobiografici
- Black Rose (1968)
- Rasidi Ticket (1976)
- Shadows of Words (2004)

Storie brevi
- Kahaniyan jo Kahaniyan Nahi
- Kahaniyon ke Angan mein
- Stench of Kerosene

Antologie di poesia
- Amrit Lehran (Immortal Waves) (1936)
- Jiunda Jiwan (The Exuberant Life) (1939)
- Trel Dhote Phul (1942)
- O Gitan Valia (1942)
- Badlam De Laali (1943)
- Sanjh de laali (1943)
- Lok Peera (The People's Anguish) (1944)
- Pathar Geetey (The Pebbles) (1946)
- Punjab Di Aawaaz (1952)
- Sunehade (Messaggi) (1955) - Premio "Sahitya Akademi Award"
- Ashoka Cheti (1957)
- Kasturi (1957)
- Nagmani (1964)
- Ik Si Anita (1964)
- Chak Nambar Chatti  (1964)
- Uninja Din (49 giorni) (1979)
- Kagaz Te Kanvas (1981) - Premio "Bhartiya Jnanpith"
- Chuni Huyee Kavitayen
- Ek Baat

Riviste letterarie
- Nagmani, periodico mensile di poesia